# João Batista Franco Drummond
João Batista Franco Drummond (Varginha, 28 de maio de 1942 – São Paulo, 16 de dezembro de 1976) era um economista e guerrilheiro brasileiro, militante do Partido Comunista do Brasil (PCdoB), do do qual foi um dos dirigentes. Viveu na clandestinidade por cerca de 10 anos e chegou a ser condenado pela Lei de Segurança Nacional. Foi preso no dia 15 de dezembro de 1976 e assassinado, ao que tudo indica, no dia seguinte nas dependências do DOI-CODI, no episódio que ficou conhecido como Chacina da Lapa, onde também foram mortos os militantes Pedro Pomar (um dos fundadores do PCdoB) e Ângelo Arroyo (também dirigente do PCdoB e integrante da Guerrilha do Araguaia).
Drummond chegou a usar os codinomes de Evaristo, Zé, Luiz, Venâncio e Marcelo ao longo dos anos vividos como clandestino.
A morte de João Batista Franco Drummond é uma das 434 que ainda são investigadas pela Comissão Nacional da Verdade, a qual é responsável por apurar fatos ocorrido durante o período da Ditadura Militar (1 de abril de 1964 – 15 de março de 1985) como mortes, desaparecimentos e análise de documentos. 

## Biografia
João Batista Franco Drummond nasceu no dia 28 de maio de 1942 em Varginha, Minas Gerais e faleceu em 16 de dezembro de 1976 na cidade de São Paulo. Filho de João Batista Drummond e Zilah de Carvalho Drummond. Foi casado com Maria Esther Cristelli Drummond, com quem teve duas filhas: Rosamaria e Sílvia. Estudou Economia na Universidade Federal de Minas Gerais (UFMG) de 1961 até 1966.
A militância de Drummond não se restringiu apenas ao PCdoB. Antes de ser ativista e dirigente do partido, ele foi presidente do Diretório Acadêmico da UFMG (1964 - 1965), foi um dos principais organizadores dos 27º e do 28º Congresso da União Nacional dos Estudantes (UNE). Além disso, participou ativamente do movimento camponês do sul de Minas, foi membro da Ação Popular (AP) desde 1963 e posteriormente da Ação Popular Marxista-Leninista (APML), em 1969, e do Comitê Político, em 1971.
Foi julgado pela Justiça Militar e teve seus direitos políticos cassados por um período de dez anos, além de ser condenado a 14 anos de prisão, entre 1969 e 1970. Começou a viver na clandestinidade em 1972, tornando-se militante do PCdoB, no qual integrou o Comitê Central em 1974.

## Morte
João Batista Franco Drummond foi preso no dia 15 de dezembro de 1976, após sair de uma reunião do PCdoB em uma casa que usavam de refúgio na região da Lapa, em São Paulo, e ao que tudo indica foi morto na madrugada do dia 16 nas dependências do DOI-CODI.
Os relatos da causa de sua morte eram divergentes. O do Ministério da Aeronáutica dizia que João Batista Drummond “foi morto em confronto com agentes dos órgãos de segurança”, o do Ministério da Marinha dizia que Drummond “foi morto num tiroteio em 16 de dezembro de 1976 no bairro da Lapa quando a casa em que se encontrava com outros companheiros foi invadida pelos agentes de segurança” e no IML constava um documento que dava como a causa da morte de João um atropelamento no cruzamento entre a Avenida Nove de Julho com a rua Paim, no bairro da Bela Vista, lugar distante do bairro da Lapa, alegando que ele havia tentado fugir andando, o que foi logo desmentido após depoimentos de sobreviventes em investigações mais tardias.
É possível compreender melhor as histórias e contradições dos agentes ao ler o trecho do livro ''A Ditadura Encurralada" de Elio Gaspari: “1. O DOI do II Ex. acompanhava há três meses atividades do Comitê Nacional do PCdoB desenvolvidas em ligação com a USP. [Falso. A operação fora montada pelo CIE de Brasília, vieram o chefe de sua seção de operações, coronel Carlos Alberto Brilhante Ustra, e algo como quatro homens. Outra equipe viera do Rio de Janeiro e se aquartelara no II Exército]. […] 6. O terceiro elemento tentou fugir pela caixa-d’água, tendo entretanto caído à rua, fraturado o crânio e sido atropelado por um automóvel, falecendo em consequência. [Falso. O terceiro morto, o economista João Batista Franco Drumond, fora preso à noite, depois de ter sido deixado perto da avenida Nove de Julho, e morrera horas antes do ataque, no DOI. A simulação pretendia fabricar um suicida fora do DOI. Ela livrou o general Dilermando Gomes Monteiro do estigma que acompanhou o general Ednardo D’Avila Mello até sua morte, em 1984.]”. 
Seu atestado de óbito foi o primeiro a ter o pedido de retificação no Brasil, solicitado pela família, e posteriormente outras duas alterações foram feitas nos atestados do jornalista Vladimir Herzog e do estudante Alexandre Vanucchi Leme. A decisão foi proferida pelo juiz Guilherme Madeira Dezem. Foi pedido para que contivesse na certidão a tortura como causa da morte e o local onde ela ocorreu, o DOI-CODI. Antes, estava registrado que Drummond foi morto por atropelamento na Avenida Nove de Julho.
O corpo de João Batista Franco Drummond foi enterrado em Belo Horizonte, no Cemitério do Parque da Colina.
Em 1993, a família de João Batista moveu uma ação contra à União e após da análise dos documentos anexados pelo jornalista Pedro Estavam da Rocha Pomar e os depoimentos de Wladimir Pomar, Aldo Arantes e o ex-sargento Marival Dias Chaves do Canto o relator Nilmário Miranda da CEMDP chegou a decisão de que a história sobre o atropelamento do economista era falsa e ressaltou no julgamento: “A ação dos órgãos de repressão não foi a simples invasão de uma casa. O objetivo não era capturá-los. […] Armas de grosso calibre, metralhadoras, cerco e obstrução da rua, atestam o estado sitiado de Ângelo Arroyo [e dos demais]. A única sobrevivente do massacre, a dona da casa, foi poupada. Saiu com vida do tiroteio, corroborando, pois, o fato para ratificar qual era o objetivo dos órgãos de repressão: o assassinato de Ângelo Arroyo [e Pedro Pomar]”. E dessa forma a Justiça Federal reconheceu que Drummond faleceu no DOI-CODI/SP em 16 de dezembro de 1976. A decisão foi o primeiro parecer sobre a Chacina da Lapa, mostrando a responsabilidade que os agentes tinham sobre os ocorridos durante essas missões e ações contra os partidos e grupos comunistas.

## Homenagem
Em homenagem a João Batista Franco Drummond, uma rua no bairro Braúnas, em Belo Horizonte, foi batizada com seu nome.
O Diretório Acadêmico da Faculdade de Ciências Econômicas da UFMG é batizado Diretório Acadêmico João Batista Franco Drummond em sua homenagem.